# Saison 12 d'Alerte Cobra
Chronologie
Saison 11 Saison 13
Cet article présente le guide des épisodes la douzième saison de la série télévisée Alerte Cobra.

## Distribution

### Acteurs principaux
- Erdoğan Atalay : Sami Gerçan (inspecteur)
- René Steinke : Tom Kranich (inspecteur)

### Acteurs récurrents
- Charlotte Schwab : Anna Angalbert (chef de service)
- Carina Wiese : Andréa Schäffer (secrétaire)
- Dietmar Huhn : Henri Granberger (brigadier)
- Gottfried Vollmer : Boris Bonrath (brigadier)
- Siggi H : Siggi Müller (brigadier)
- Markus H. Eberhard (de) : Kai-Uwe Schröder

## Diffusion
En Allemagne, la saison a été diffusée du 5 septembre 2002 au 7 novembre 2002, sur RTL Television.
En France, la saison a été diffusée du 7 septembre 2003 au 17 novembre 2004 sur TF1. À noter que TF1 diffusait aléatoirement les épisodes.

## Épisodes

### Épisode 1:L'engrenage
- Allemagne : 5 septembre 2002 sur RTL Television
- France : 7 septembre 2003 sur TF1

Tom et Sami découvrent des armes dans un camion-citerne qu'ils ont intercepté sur l'autoroute. Un peu plus tard, la trafiquante Lea Van Kerkhoven apprend que sa cargaison a été interceptée. Celle-ci n'a plus qu'une idée en tête : se débarrasser du Cobra 11 afin de l'empêcher de nuire à son trafic. 

### Épisode 2:Art mortel
- Allemagne : 12 septembre 2002 sur RTL Television
- France : 30 novembre 2003 sur TF1

### Épisode 3:Œil pour œil
- Allemagne : 19 septembre 2002 sur RTL Television
- France : 28 septembre 2003 sur TF1

### Épisode 4:Sans défense
- Allemagne : 26 septembre 2002 sur RTL Television
- France : 16 novembre 2003 sur TF1

### Épisode 5:Écoutes mortelles
- Allemagne : 10 octobre 2002 sur RTL Television
- France : 19 octobre 2003 sur TF1

### Épisode 6:Le crime parfait
- Allemagne : 17 octobre 2002 sur RTL Television
- France : 5 octobre 2003 sur TF1

### Épisode 7:Père et fils
- Allemagne : 24 octobre 2002 sur RTL Television
- France : 17 novembre 2004 sur TF1

### Épisode 8:Le prix de la vie
- Allemagne : 31 octobre 2002 sur RTL Television
- France : 26 octobre 2003 sur TF1

### Épisode 9:Vengeance par procuration
- Allemagne : 7 novembre 2002 sur RTL Television
- France : 12 octobre 2003 sur TF1

Un inconnu s'infiltre chez Anna Angalbert et inscrit sur le miroir de sa salle de bain "Prouvez mon innonce".
Peu après, alors qu'il circule sur l'autoroute, un dénommé Stefan Hausmann reçoit un coup de fil mystérieux. Son interlocuteur exige qu'il dise "toute la vérité", mais Hausmann ne comprend pas à quoi il fait référence. Il est ensuite percuté et écrasé par un camion. 